# Gossau (San Galo)
Gossau es una ciudad y comuna suiza del cantón de San Galo, ubicada en el distrito de San Galo. Limita al norte con las comunas de Niederbüren, Waldkirch y Andwil, al este con Gaiserwald y San Galo, al sur con Herisau (AR), y al occidente con Flawil y Oberbüren.
La comuna fue capital del distrito de Gossau, hasta su desaparición en 2003.

## Transportes
Ferrocarril
En la ciudad existe una estación ferroviaria en la que efectúan parada trenes de larga distancia, regionales y de cercanías pertenecientes a la red S-Bahn San Galo. Además, dentro del territorio de la comuna también se encuentra la estación de Arnegg, que da servicio a la localidad homónima.